# Xiangzhou, Zhuhai
Xiangzhou är ett stadsdistrikt och säte för stadsfullmäktige i Zhuhais stad på prefekturnivå i provinsen Guangdong i sydöstra Kina. Det ligger omkring 100 kilometer söder om provinshuvudstaden Guangzhou.  
Xiangzhou gränsar till särskilda administrativa regionen Macao. Till Xiangzhou hör även ett stort antal öar i havet utanför Macao och Hongkong.

## Administrativ indelning
Xiangzhou är indelat i nio stadsdelsdistrikt och sex köpingar.
Stadsdelsdistrikt (jiedao):

- Cuixiang (翠香街道)
- Fengshan (凤山街道)
- Gongbei (拱北街道)
- Jida (吉大街道)
- Meihua (梅华街道)
- Qianshan (前山街道)
- Shishan (狮山街道)
- Wanzi (湾仔街道)
- Xiangwan (香湾街道)

Köpingar (zhen):

- Dangan (担杆镇)
- Guishan (桂山镇)
- Hengqin (横琴镇)
- Nanping (南屏镇)
- Tangjiawan (唐家湾镇)
- Wanshan (万山镇)